# 李浩 (北宋平民)
李浩，清末谢家福虚构的北宋末年人，後定居金國。身世無載，疑似為汴京城中百姓。
靖康之变时候李浩因為相貌酷似宋徽宗的皇二十三子相國公赵梴，在混亂中被金兵错抓。宋钦宗因秘密策划让真赵梴借此机会逃跑，但没有机会，于是隐瞒建安郡王趙柍死讯，由赵梴代替趙柍，李浩代替赵梴，一起被押去金國。由于完颜设也马（强娶赵梴之异母姊洵德帝姬为妾）的周旋，兩人没有被追究責任，後俱往燕山定居，并由完颜设也马各自送了一名女俘虏为妻。

## 妻
1. 耶律氏，辽国女俘，完颜设也马的婢妾，後被赏给李浩为妻。
2. 韩氏（1113年-？），相國公赵梴之妻，靖康之变被俘，1130年改嫁给顶替了赵梴身份的李浩。